# Демирчиляр (Губадлинский район)
Демирчиляр (азерб. Dəmirçilər) — село в одноимённом административно-территориальном округе Губадлинского района Азербайджана.

## Топонимика
Название села происходит от названия семьи Демирчиляр, выходцы из которого и основали село. В XVI веке семья Демирчиляр входила в состав племени Кызылбашей.

## История
По данным «Свода статистических данных о населении Закавказского края, извлеченных из посемейных списков 1886 года», в селе Демурчилар Дондарлинского сельского округа Зангезурского уезда Елизаветпольской губернии было 95 дымов и проживало 412 азербайджанцев (в источнике — «татар») суннитского вероисповедания. Всё население являлось владельческими крестьянами.
В ходе Первой карабахской войны, в 1993 году село было занято армянскими вооружёнными силами, и до 2020 года находилось под контролем непризнанной НКР. После Второй карабахской войны, произошедшей осенью 2020 года, небольшие участки в Губадлинском и Зангеланском районах оставались под контролем армянской стороны. По словам премьер-министра Армении Никола Пашиняна, 9 ноября, во время подписания заявления о прекращении огня, стороны достигли «устного взаимопонимания» о том, чтобы «провести уточнение пограничных точек» на этих участках. В итоге, в декабре армянские войска «отступили на границу Советской Армении», и территории Губадлинского и Зангеланского районов полностью вернулись под контроль Азербайджана.

## Достопримечательности
В селе расположены 2 мавзолея XIV века (инв. №№ 308, 309), которые являются памятниками архитектуры национального значения. Также здесь расположены родник XIX века (инв. № 4701) и мечеть XIX века (инв. № 4703), которые являются памятниками архитектуры местного значения.

## Галерея

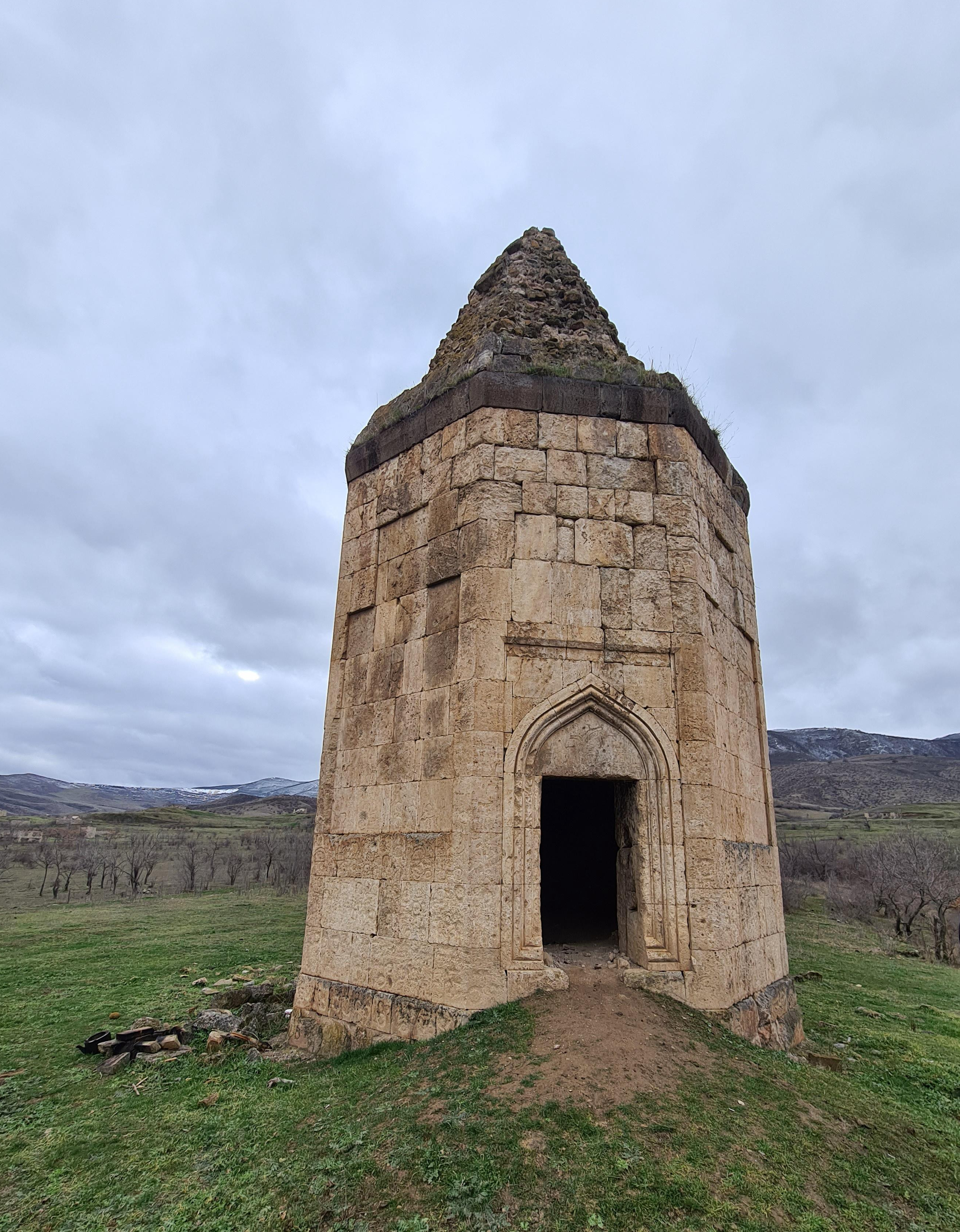
Один из мавзолеев в селе Демирчиляр
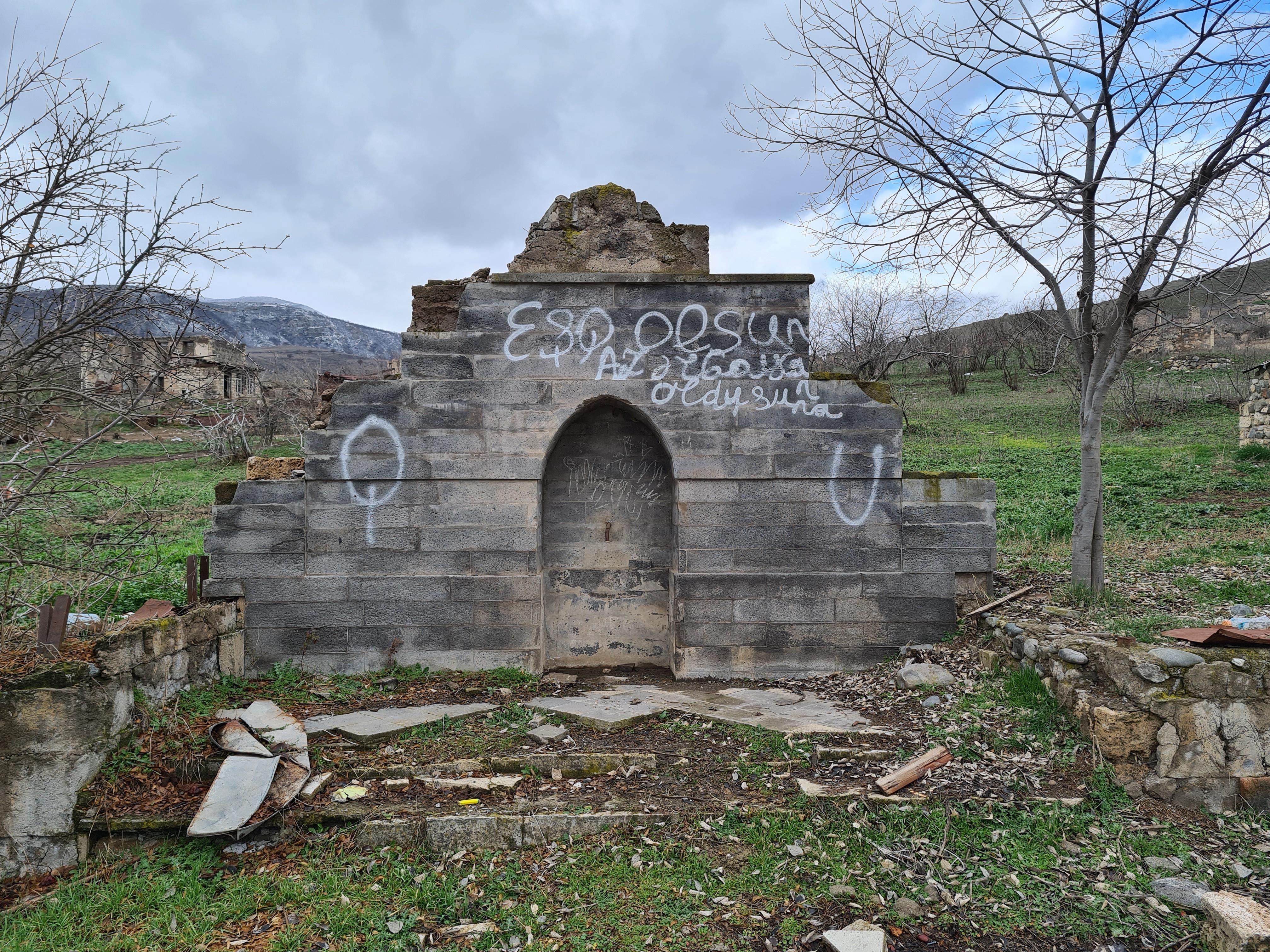
Родник в селе